# Магасенагупта
Магасенагупта  — правитель держави Пізніх (Східних) Гуптів. Відновив міць держави і розширив її кордони.

## Життєпис
Син Дамодарагупти. 562 року після поразки і загибелі батька успадкував рештки володінь та визнав зверхність Шарвавармана, магараджі Маукхарі. Близько 582/585 року під тиском держав Гауда і Камарупа залишив Маґадгу, але не відмовився від прав на неї. Перебрався до Малви. 585 (або 595) року західну Малву з містом Уджан захопив Шанкарагана, раджа клану Калачура (васал Чалук'їв).

Володіння Магасенагупти (позначено бузковою лінією)

Спочатку уклав союз з Адітьясеною, раджи Пуш'ябхуті, спрямований проти Маукхарі. Потім замирився з Гаудою. У 580-х роках звільнився від залежності з боку Маукхарі. Близько 590 року спільно з військами Джаянагі, раджі гауди, в битві біля Лаухітья завдав поразки Сустхітаварману, магараджі Камарупи, внаслідок чого відвоював Маґадгу. Втім невдовзі, на думку дослідників, зазнав поразки від Кіртівармана I, магараджі Чалук'їв.
Водночас Прабхакаравардхана з Пуш'ябхуті перейшов на бік Авантівармана, правителя Маукхарі. Магасенагупта спільно з Гаудою протистояв обом. Але Джаянагі дедалі більшу владу забирав в Маґадгі.
До кінця панування Магасенагупти намітилася суттєва криза: васали все більше ставали самостійними. Так, біля узбережжя Бенгальської затоки стала самостійною династія Мана. Близько 600 року тибетські війська ценпо Сронцангамбо вдерлися у володіння Пізних Гуптів, дійшовши до сучасного Біхару.
Йому спадкував син Мадавагупта.